# MotorSport
"MotorSport" é uma canção gravada pelo grupo de hip hop americano Migos, com participações das rappers Nicki Minaj e Cardi B. Foi lançado em 27 de outubro de 2017, como o single principal do terceiro álbum de estúdio do grupo, Culture II (2018). Foi produzido por Murda Beatz e Cubeatz. Alcançou o número seis na Billboard Hot 100, tornando-se o segundo top 10 de Migos nos Estados Unidos.

## Histórico e versão
"MotorSport" marca a primeira vez que Migos, Minaj e Cardi B trabalham juntos em uma música; apesar de Offset já ter colaborado com Minaj em Londres no "No Flag", e com Cardi B em sua própria faixa "Lick". Em 25 de outubro de 2017, a estação de rádio Hot 93.7 confirmou que uma colaboração entre Migos, Minaj e Cardi B seria lançada dois dias depois. Em 26 de outubro, na noite anterior ao seu lançamento, o Migos visualizou a faixa na celebração musical do Power 105.1, Powerhouse. Em 27 de outubro, a música estreou online e foi lançada em todo o mundo como um download digital. Logo após o lançamento, Joe Budden do Everyday Struggle, especulou que Kanye West estava originalmente na música e que ele foi quem propôs a ideia de colocar Minaj nela. Também havia rumores de que Minaj e Cardi B estavam se desentendendo na música, fato que ambas as rappers negaram. Minaj comentou os rumores dizendo que a música era originalmente apenas uma colaboração entre ela e Quavo, que ela estava "em total apoio ao recurso 'Motor Sport' de Cardi B" e que "os teóricos da conspiração estão tão cansativos", enquanto Cardi B disse que "as pessoas não ficariam satisfeitas mesmo se [nós] estivéssemos nos beijando" e "eu realmente não tenho tempo".

## Composição
A canção faz referências celebridades como  Criss Angel, Bill Belichick, Lil Boosie, Jackie Chan, Yo Gotti, Selena, Britney Spears, Vince Lombardi, Mike Tyson, Lucy and Ricky Ricardo e Lil Uzi Vert; e marcas como Bugatti, Chanel, Givenchy, Lamborghini, McDonald's, Xanax, Percocet, Porsche, Richard Mille, Patek Philippe, Audemars Piguet e Saks, entre outros. Cardi B também faz referência à música de 2004, "Gasolina" de Daddy Yankee.

## Recepção crítica
Os versos de Cardi B e Nicki Minaj receberam críticas positivas. Os editores da Billboard observaram a linha de Cardi B "prender Selena" como uma "declaração ambiciosa". O verso de Minaj na música foi listado por Angel Diaz do Complex como o "Melhor verso de rap do mês" de outubro de 2017. Para outro escritor do Complex, as duas rappers têm "momentos de destaque". O verso de Cardi ganhou o prêmio de melhor destaque no BET Hip Hop Awards de 2018.

## Vídeo musical
Dirigido por Bradley & Pablo e Quavo, o videoclipe foi lançado em 6 de dezembro de 2017 na Apple Music. Foi disponibilizado no YouTube no dia seguinte.

## Performance ao vivo
Cardi incluiu "MotorSport" em sua performance medley no iHeartRadio Music Awards de 2018. Ela também apresentou a música como convidada especial na Aubrey & the Three Migos Tour em 25 de agosto de 2018.
Minaj apresentou a música durante sua apresentação no Rolling Loud Festival em 13 de maio de 2018, em Miami.

## Desempenho comercial

### Tabelas semanais
| Tabela musical (2017–18)                 | Melhor posição |
| ---------------------------------------- | -------------- |
| Austrália (ARIA)                         | 73             |
| Canadá (Canadian Hot 100)                | 12             |
| Eslováquia (IFPI)                        | 46             |
| Estados Unidos (Billboard 200)           | 6              |
| Estados Unidos (Hot R&B/Hip-Hop Songs)   | 3              |
| Estados Unidos (Rhythmic Songs)          | 6              |
| Filipinas (Philippine Hot 100)           | 80             |
| França (SNEP)                            | 72             |
| Hungria (Stream Top 40)                  | 40             |
| Grécia (IFPI Grécia)                     | 11             |
| Irlanda (IRMA)                           | 79             |
| Países Baixos (Single Tip)               | 4              |
| Nova Zelândia (RMNZ)                     | 2              |
| Portugal (AFP)                           | 57             |
| República Checa Singles Digital Top 100) | 64             |
| Reino Unido (UK Singles Chart)           | 49             |
| Suécia (Sverigetopplistan)               | 4              |
| Suíça (Schweizer Hitparade)              | 54             |

| Tabela musical (2017)                        | Melhor posição |
| -------------------------------------------- | -------------- |
| Canadá (Canadian Hot 100)                    | 63             |
| Estados Unidos (Billboard Hot 100)           | 34             |
| Estados Unidos (Billboard R&B/Hip-Hop Songs) | 16             |
| Estados Unidos (Billboard Rhythmic)          | 30             |

| Região | Certificação | Vendas     |
| --- | ------------ | ---------- |
| Austrália (CAPIF) | Platina      | 70,000^    |
| Canadá (Music Canada) | 3× Platina   | 240,000^   |
| Estados Unidos (RIAA) | 3× Platina   | 3,000,000‡ |
| Reino Unido (BPI) | Prata        | 200,000‡   |
| *vendas baseadas apenas na certificação ^distribuições baseadas apenas na certificação ‡vendas+valores de streaming baseados apenas na certificação |              |            |

## Histórico de lançamento
| País        | Data                  | Formato                     | Gravadora(s)                         | Ref.(s) |
| ----------- | --------------------- | --------------------------- | ------------------------------------ | ------- |
| Vários      | 27 de outubro de 2017 | Download digital            | Quality Control Music Capitol Motown |         |
| Reino Unido | 10 de outubro de 2017 | Rádio rítmica contemporânea | Quality Control Music Capitol Motown | [ 43 ]  |